# مقاومة متصالبة
المقاومة المتصالبة (بالإنجليزية: Cross-resistance)‏ هي تحمل المادة السامة الاعتيادية كنتيجةٍ للتعرض لمادة مُشابهة العمل، وهي عبارة عن ظاهرة تؤثر على مبيدات الآفات والمضادات الحيوية، مثلًا الريفابوتين والريفامبيسين تُظهر مقاومة مُتصلبة في علاج السل، وأيضًا يُوجد هذا النوع من المقاومة في الأدوية المستخدمة في علاج فيروس العوز المناعي البشري. تُعتبر الأدوية المنُتهية "ine" و"inavir" الأكثر شيوعًا بحدوث مقاومة متصالبة.[بحاجة لمصدر]